# Enhetssfär
Enhetssfär är inom matematiken mängden av punkter som befinner sig på avståndet 1 från en bestämd mittpunkt (ofta origo). Ett enhetsklot är mängden av punkter som har ett avstånd till origo som är mindre än 1. Enhetssfären kan ses som en generalisering av enhetscirkeln till flera dimensioner.
Alla sfärer kan transfomeras till enhetssfären genom translation och skalning.

## Euklidiska rum
I till exempel {\displaystyle \mathbb {R} ^{n}} (för {\displaystyle n=3} fås en vanlig tredimensionell sfär) kan enhetssfären beskrivas med ekvationen (enhetssfären består av alla punkter som uppfyller ekvationen):
{\displaystyle x_{1}^{2}+x_{2}^{2}+...+x_{n}^{2}=1}
Och det stängda enhetsklotet kan skrivas:
{\displaystyle x_{1}^{2}+x_{2}^{2}+...+x_{n}^{2}\leq 1}
Medan det öppna enhetsklotet skrivs:
{\displaystyle x_{1}^{2}+x_{2}^{2}+...+x_{n}^{2}<1}

## Normerade vektorrum
Allmännare, om man befinner sig i ett vektorrum {\displaystyle V} med en norm, betecknad {\displaystyle \|\cdot \|}, beskrivs enhetssfären:
{\displaystyle \{x\in V:\|x\|=1\}}
Samt det stängda respektive öppna enhetsklotet:
{\displaystyle \{x\in V:\|x\|\leq 1\}}
{\displaystyle \{x\in V:\|x\|<1\}}
Själva formen av enhetssfären beror på normen (den vanliga euklidiska normen ger den sfär som beskrivits i avsnittet ovan).